# Sinjaja Ptiza
Sinjaja Ptiza (russisch Синяя птица, deutsch Blauer Vogel) war ein sowjetisches Passagierflugzeug.

## Entwicklung
Die Sinjaja Ptiza, so genannt wegen ihres blauen Anstrichs, entstand 1922 auf Anregung des Militärfliegers I. A. Walentei im Moskauer Awiarabotnik-Werk, um die nach der Oktoberrevolution und den Zerstörungen des Russischen Bürgerkriegs große Nachfrage nach Passagierflugzeugen schnellstmöglich zu befriedigen. Als Ausgangsmuster dienten dem für die Ausführung verantwortlichen Ingenieur Nikolai E. Schwarew zwei Schneider-Aufklärungsflugzeuge, die die Rote Armee von den deutschen Interventionstruppen erbeutet hatte. Schwarew entfernte den hinteren Schützenstand des Beobachters und ersetzte ihn durch eine geschlossene Kabine für zwei Passagiere. Der Einstieg erfolgte über eine Tür auf der linken Seite. Die Kanzel des Piloten blieb offen. Als Antrieb kam ein 220-PS-Motor von Daimler-Benz zum Einsatz.
Der Umbau konnte Anfang 1923 abgeschlossen werden und im Sommer begann I. G. Sawin mit den Testflügen. Dabei zeigte sich, dass das Flugzeug durch die Passagierkabine sehr hecklastig geworden war. Bei voller Beladung durch zwei Passagiere verschob sich der Schwerpunkt dermaßen, dass dadurch die Flugeigenschaften äußerst ungünstig beeinträchtigt wurden. Trotz einiger durchgeführter Veränderungen konnte dieser Umstand nicht beseitigt werden, weshalb die Entwicklung eingestellt wurde.

## Technische Daten
| Kenngröße             | Daten                        |
| --------------------- | ---------------------------- |
| Besatzung             | 1                            |
| Passagiere            | 2                            |
| Spannweite            | 13,00 m                      |
| Länge                 | 8,00 m                       |
| Leermasse             | 980 kg                       |
| Startmasse            | 1490 kg                      |
| Triebwerk             | ein Daimler-Benz-Reihenmotor |
| Startleistung         | 162 kW (220 PS)              |
| Höchstgeschwindigkeit | 180 km/h                     |